# Kalcium-ciánamid
A kalcium-ciánamid (képlete CaCN2) a ciánamid kalciumsója. Fehér vagy szürkés színű vegyület. Víz hatására elbomlik, hidrolizál. Műtrágyaként használják mésznitrogén néven. Mérgező hatású vegyület.

## Kémiai tulajdonságai
A kalcium-ciánamid víz hatására lassan hidrolizál. A hidrolízisekor először kalcium-hidroxid és karbamid keletkezik, majd az utóbbi tovább bomolhat ammónium-karbonáttá.
{\displaystyle \mathrm {CaNCN+3\ H_{2}O\rightarrow Ca(OH)_{2}+CO(NH_{2})_{2}} }
Híg kénsav hatására ciánamid szabadul fel belőle, ez a ciánamid gyártásakor alkalmazható.

## Előállítása
A kalcium-ciánamid kalcium-karbidból állítható elő, ha azt elektromos kemencében nitrogénáramban 1000°C-ra hevítik (Frank és Caro módszere).
{\displaystyle \mathrm {CaC_{2}+N_{2}\rightarrow CaNCN+C} }

## Felhasználása
A kalcium-ciánamid fontos műtrágya. Műtrágyaként mésznitrogén néven kerül forgalomba. A talaj nedvessége hatására hidrolizál, ammóniumsó (ammónium-karbonát) képződik belőle. Ezt a nitrifikáló baktériumok nitráttá tudják oxidálni, amit a növények felszívhatnak. A kalcium-ciánamidnak gyomirtó hatása is van.
A kalcium-ciánamidból kénsavval gyártható ciánamidnak preparatív jelentősége van, számos vegyületet (guanidin és ennek származékai, karbamid, tiokarbamid, melamin) állítanak elő belőle.